# Alfred Meier
Alfred Meier es un deportista alemán que compitió para la RFA en judo. Ganó cuatro medallas en el Campeonato Europeo de Judo entre los años 1965 y 1971.

## Palmarés internacional
| Campeonato Europeo | Campeonato Europeo      | Campeonato Europeo | Campeonato Europeo |
| Año                | Lugar                   | Medalla            | Categoría          |
| ------------------ | ----------------------- | ------------------ | ------------------ |
| 1965               | Madrid (España)         | Medalla de oro     | Abierta            |
| 1966               | Luxemburgo (Luxemburgo) | Medalla de plata   | Abierta            |
| 1968               | Lausana (Suiza)         | Medalla de bronce  | +93 kg             |
| 1971               | Gotemburgo (Suecia)     | Medalla de bronce  | +93 kg             |